# Orthotrichia tunjakkana
Orthotrichia tunjakkana är en nattsländeart som beskrevs av Wells 1990. Orthotrichia tunjakkana ingår i släktet Orthotrichia och familjen smånattsländor. Inga underarter finns listade i Catalogue of Life.